# Paul McGann
Pour les articles homonymes, voir McGann.
Paul McGann, né le 14 novembre 1959 à Liverpool, est un acteur britannique. Il se fait connaître en 1986 dans le rôle de Percy Toplis dans le téléfilm The Monocled Mutineer et reste principalement connu pour son rôle dans le film de 1987 Withnail et moi et pour avoir interprété le Huitième Docteur, dans le téléfilm Le Seigneur du Temps.

## Enfance
Paul McGann est né en 1959 à Liverpool dans le Merseyside dans une famille catholique  d'origine irlandaise avec une mère enseignante et un père métallurgiste. Ses parents l'on encouragé, lui et son frère à développer leur passion pour le théâtre dès son premier âge. Sur le conseil d'un de ses professeurs, McGann auditionne et rejoint la Royal Academy of Dramatic Art.
Les quatre frères de Paul, Joseph, Mark, Stephen et Clare  deviendront acteurs par la suite. Il aura d'ailleurs joué avec eux dans deux téléfilms : The Hanging Gale (1995) sur la grande Famine en Irlande, et La Grande Catherine.

## Carrière

### Premier rôles
Le premier rôle marque de Paul McGann fut dans la série Give us a Break créé par Geoff McQueen, le créateur de la série The Bill. McGann jouait le rôle d'un joueur de billard qui s'attirait des ennuis auprès de son manager joué par Robert Lindsay. La série était une comédie dramatique dans la veine de la série Minder populaire sur ITV à l'époque et ne dura que le temps d'une saison.
Il eut un rôle de premier plan dans le rôle de Percy Toplis, un déserteur et criminel célèbre, dans la série de la BBC de 1986 The Monocled Mutineer. Le téléfilm était basé sur le livre de 1978 du même nom. Bien qu'acclamé par la critique, le téléfilm ne fut jamais rediffusé car jugé par le Parti conservateur pour son regard trop « orienté à gauche » sur la mutinerie d'Étaples. La série fut toutefois diffusée en VHS et DVD par la suite.

### Carrière au cinéma
Après son rôle de Percy Toplis, McGann se tourna vers des rôles moins controversés et plus comiques. En 1986, il est embauché pour jouer le personnage principal de la comédie culte de Bruce Robinson Withnail et moi. Il joue aussi le rôle d'Anton Skrebensky dans l'adaptation de Ken Russell en 1989 du livre de D.H. Lawrence The Rainbow. À la fin des années 1980, il apparaît dans des films comme Dealers, The Monk, Tree of Hands et l'Empire du soleil. McGann et d'autres acteurs de sa génération comme Tim Roth, Gary Oldman, Colin Firth et Bruce Payne se font connaître des studios sous le nom du 'Brit Pack'.
Au début des années 1990, Paul McGann enchaîne les rôles dans les téléfilms comme Nice Town and Nature Boy pour la BBC ou Hornblower tout en jouant dans des grosses productions américaines comme Les Trois Mousquetaires ou Alien 3. En 1993, il est approché pour jouer le rôle principal de la série Sharpe avant d'être remplacé par Sean Bean, dont la série lancera la carrière.

### Doctor Who
En 1995, Paul McGann est approché pour jouer le rôle principal du téléfilm Le Seigneur du Temps destiné à relancer aux États-Unis la série de science fiction Doctor Who, arrêté en Angleterre depuis 1989. Le téléfilm est un co-production de la BBC, Universal Studios et de la Fox. Après de nombreux castings, auquel son frère Mark postule aussi, le producteur Philip Segal s'arrête sur lui malgré les réticences de la Fox. Le téléfilm fut un succès en Angleterre mais un échec aux États-Unis et la Fox n'a pas donné suite. La série fut relancée en 2005 avec Christopher Eccleston dans le rôle principal.

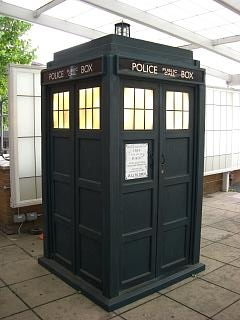
Le TARDIS vaisseaux (vivant) du docteur dans Doctor Who

Toutefois, ce rôle lui a permis de faire partie de la continuité officielle de la série et son personnage de huitième incarnation du Docteur, connaîtra des déclinaisons sous forme de comic-book, de romans et de pièces audiophoniques. Celle-ci sont jouées par Paul McGann, produite par la compagnie Big Finish Productions et certaines d'entre elles ont été diffusés sur la radio de la BBC en tout plus d'une centaines d'épisodes audio lui sont consacrés. Lors du cinquantième anniversaire de la série, le 14 novembre 2013, un mini-épisode nommé The Night of the Doctor sera diffusé sur internet en tant que prologue de l'épisode Le Jour du Docteur. Celui-ci met en scène le huitième Docteur, joué par Paul McGann au moment de sa mort. Il est aussi apparu dans un court-métrage comique, The Five(ish) Doctors Reboot mettant en scène les incarnations classiques du Docteur tentant de revenir sur scène. Il réapparaîtra finalement dans l'épisode spécial centenaire de la BBC en octobre 2022 dans Le Pouvoir du Docteur.

### Carrière post-Doctor Who
Après l'échec du téléfilm, Paul McGann continue de jouer dans différents films et téléfilms comme Le Mystère des fées : Une histoire vraie (1997) Downtime (1997) The Dance of Shiva (1998) My Kingdom (2001), Listening (2003) et Gypo (2005). En 2002 il joue un rôle assez important dans le film La Reine des damnés en jouant le rôle de David Talbot, un personnage récurrent des Chroniques des vampires d'Anne Rice.
Au milieu des années 2000, McGann joue de nombreuses voix-off dans des documentaires anglais et des publicités. Il joue aussi dans des nombreuses pièces audiophoniques et dans les téléfilms Tripping Over, True Dare Kiss et la série Classé Surnaturel. En 2010, il joue un rôle récurrent dans les séries Jonathan Creek et Luther. On le voit aussi en 2011 dans le dernier épisode de la série Meurtres en sommeil

## Vie privée
En 1991, McGann se marie à Anne Marie Milner de laquelle il a deux enfants : Joe McGann (né en 1988) et Jake McGann (né en 1990).
De 2006 à 2008, il a une relation avec l'actrice Susannah Harker.

## Filmographie

### Au cinéma
| Année | Titre                                        | Rôle                                   | Notes         |
| 1987  | Withnail et moi                              | "Marwood"                              |               |
| 1987  | L'Empire du soleil                           | Lieutenant Price                       |               |
| 1989  | Tree of Hands                                | Barry                                  |               |
| 1989  | The Rainbow                                  | Anton Skrebensky                       |               |
| 1989  | Dealers                                      | Daniel Pascoe                          |               |
| 1990  | The Monk                                     | Le père Lorenzo Rojas                  |               |
| 1990  | Paper Mask                                   | Matthew Harris                         |               |
| 1991  | Double vue                                   | Tony Dalton                            |               |
| 1992  | Alien 3                                      | Golic                                  |               |
| 1993  | Les Trois Mousquetaires                      | Girard/Jussac                          |               |
| 1997  | Le Mystère des fées : Une histoire vraie     | Arthur Wright                          |               |
| 1997  | Downtime                                     | Rob                                    |               |
| 1998  | The Dance of Shiva                           | Capitaine Greville                     | Court-métrage |
| 1998  | La Complainte du vieux marin                 | Samuel Taylor Coleridge/Le vieux marin |               |
| 2001  | My Kingdom                                   | Dean                                   |               |
| 2002  | La Reine des damnés                          | David Talbot                           |               |
| 2003  | Listening                                    |                                        | Court-métrage |
| 2005  | Gypo                                         | Paul                                   |               |
| 2005  | Naked in London                              | Mr Johnson                             |               |
| 2006  | Poppies                                      | Tony Hudson                            |               |
| 2006  | Always Crashing in the Same Car              | Bill Mackinnon                         | Court-métrage |
| 2009  | Lesbian Vampire Killers                      | Le vicaire                             |               |
| 2013  | A Little Place Off the Edgware Road          | James Craven                           | Court-métrage |
| 2014  | The Minister of Chance: The Prologue         | L'ambassadeur Durian                   | Court-métrage |
| 2015  | Absence                                      | Homme                                  | Short film    |
| 2015  | The Pit and the Pendulum: A Study in Torture | Christian Judge                        | Court-métrage |

### À la télévision
| Année     | Titre                                                      | Rôle                 | Notes                                   |
| 1983      | Give Us a Break                                            | Mo Morris            |                                         |
| 1986      | The Importance of Being Earnest                            | John Worthing        |                                         |
| 1986      | The Monocled Mutineer                                      | Percy Toplis         |                                         |
| 1990      | Drowning in the Shallow End                                | Colin                |                                         |
| 1992      | Nice Town                                                  | Joe Thompson         |                                         |
| 1995      | Catherine la Grande (en)                                   | Grigori Potemkine    |                                         |
| 1995      | The Hanging Gale                                           | Liam Phelan          |                                         |
| 1995      | The Merchant of Venice                                     | Bassanio             |                                         |
| 1995      | The One That Got Away                                      | Chris Ryan           |                                         |
| 1996      | Le Seigneur du Temps                                       | Le Docteur           |                                         |
| 1998      | Our Mutual Friend                                          | Eugene Wrayburn      |                                         |
| 1999      | Forgotten                                                  | Ben Turner           |                                         |
| 2000      | Nature Boy                                                 | Steve Witton         |                                         |
| 2000      | Fish                                                       | Jonathan Vishnevski  |                                         |
| 2001      | Hotel!                                                     | Ben Carter           |                                         |
| 2001      | Sweet Revenge                                              | Patrick Vine         |                                         |
| 2002      | Blood Strangers                                            | DC David Ingram      |                                         |
| 2002      | The Biographer                                             | Andrew Morton        |                                         |
| 2001–2003 | Hornblower                                                 | Lieutenant Bush      |                                         |
| 2003      | Doctor Who                                                 | Le Docteur           | Épisode animé "Shada"                   |
| 2003      | Hercule Poirot                                             | Dr. Peter Lord       |                                         |
| 2004      | Lie with Me                                                | Gerry Henson         |                                         |
| 2005      | Kidnapped                                                  | Colonel MacNab       |                                         |
| 2005      | Fables of Forgotten Things                                 | Clarence             |                                         |
| 2005      | Miss Marple                                                | Dickie Erskine       |                                         |
| 2006      | If I Had You                                               | Philip Andrews       |                                         |
| 2006      | Tripping Over                                              | Jeremy               |                                         |
| 2006      | Classé Surnaturel                                          | Christopher Chambers | 1 Épisode                               |
| 2007      | True Dare Kiss                                             | Nash                 |                                         |
| 2009      | Collision                                                  | Richard Reeves       |                                         |
| 2010      | Jonathan Creek                                             | Hugo Doré            |                                         |
| 2010–2011 | Luther                                                     | Mark North           |                                         |
| 2011      | Meurtres en sommeil                                        | ACC Tony Nicholson   |                                         |
| 2011      | Flics toujours                                             | DCI James Larson     | 1 Épisode                               |
| 2011      | Britain's Greatest Codebreaker                             | Narrateur            |                                         |
| 2012      | A Mother's Son                                             | David                |                                         |
| 2013      | Ripper Street                                              | Stanley J. Bone      | 1 Épisode                               |
| 2013      | Moving On                                                  | Phil                 |                                         |
| 2013      | Wildest Latin America                                      | Narrateur            |                                         |
| 2013      | Doctor Who                                                 | Le Docteur           | Mini-épisode: "The Night of the Doctor" |
| 2013      | The Five(ish) Doctors Reboot                               | Lui-même             | Court-métrage web                       |
| 2013      | The Boy With The Incredible Brain (Extraordinary People)   | Narrateur            |                                         |
| 2014      | Enquêtes codées                                            | John Richards        |                                         |
| 2014      | Apples, Pears and Paint: How to Make a Still Life Painting | Narrateur            |                                         |
| 2014      | France: The Wild Side                                      | Narrateur            |                                         |
| 2014      | Cosmonauts: How Russia Won the Space Race                  | Narrateur            |                                         |
| 2015      | Shark                                                      | Narrateur            |                                         |
| 2022      | Doctor Who                                                 | Le Docteur           | Épisode: "Le Pouvoir du Docteur"        |

## Source
- (en) Cet article est partiellement ou en totalité issu de l’article de Wikipédia en anglais intitulé « Paul Mcgann » (voir la liste des auteurs).

1. 1 2  (en) « Paul McGann Biography (1959-) », sur filmreference.com, 2014 (consulté le 7 novembre 2015)
2. ↑  (en) « Paul McGann | Doctor Who Interview Archive », Drwhointerviews.wordpress.com, 25 août 2009 (consulté le 7 novembre 2015)
3. ↑  (en) « The Brit Pack », Brucepayne.de (consulté le 7 novembre 2015)
4. ↑  (en) « Doctor Who (1996)(aka Enemy Within) », Shannon Sullivan "A Brief History Of Time (Travel) (consulté le 18 octobre 2015)
5. ↑  (en) « The Five(ish) Doctors Reboot », BBC) (consulté le 18 octobre 2015)
6. ↑  (en) Dominic May, « Beyond the TARDIS – McGann and Harker », Doctor Who Magazine, no 376,‎ 6 décembre 2006, p. 7
7. ↑  « BBC Four - Cosmonauts : How Russia Won the Space Race », sur BBC (consulté le 19 août 2020).
8. ↑  « BBC One - Shark », sur BBC (consulté le 19 août 2020).